# Bibliothèque nationale du Bénin
Die Bibliothèque nationale du Bénin (BnB) in Porto-Novo ist die Nationalbibliothek des westafrikanischen Staates Benin.

## Hintergrund
Die beninische Nationalbibliothek wurde 1975 mit dem Dekret 75-308 ins Leben gerufen und hat ihren Sitz in Porto-Novo. In den 1980er Jahren wurde seitens des Staates für 1,5 Mrd. CFA ein Neubau mit einer Fläche von 6750 m² errichtet, der 1987 für die Öffentlichkeit zugänglich gemacht wurde. Erste Leiterin war Florence Ayivi Foliaon, die laut des Historical Dictionary of Benin bereits ab 1967 als Bibliotheksleiterin Benins tätig war.
Teile des Bestandes stammen aus dem Pflichtexemplarrecht, dazu kommen eigene Erwerbungen und Schenkungen.